# Belém de São Francisco
Belém de São Francisco este un oraș în Pernambuco (PE), Brazilia.